# Abtei Saint-Riquier

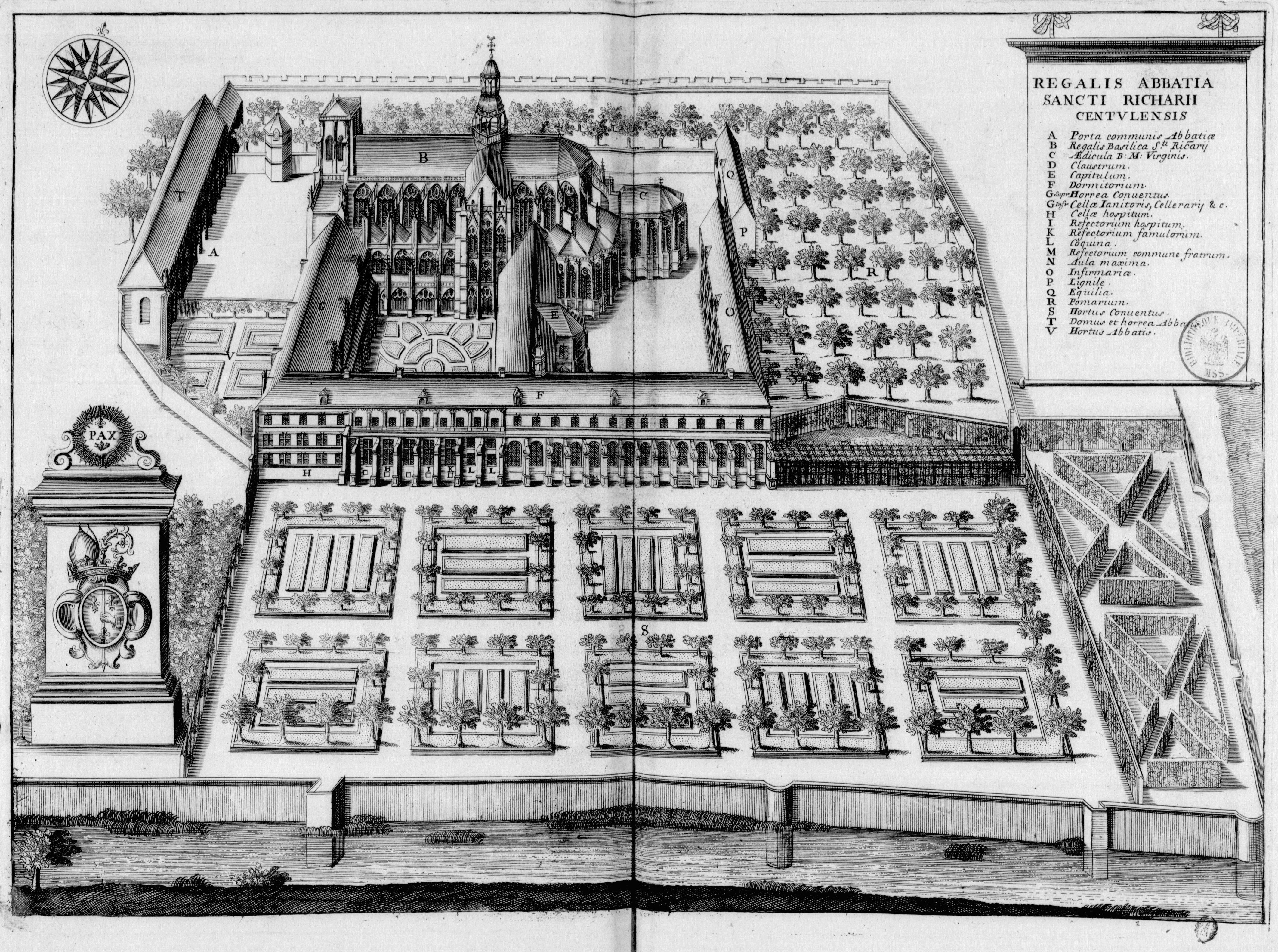
Plan der Abtei Saint-Riquier im Monasticon Gallicanum, 17. Jahrhundert

Die Abtei Saint-Riquier (Centula) war ein Benediktinerkloster in Saint-Riquier im heutigen Département Somme, dessen Glanzzeit in der Regierungszeit Karls des Großen lag.

## Geschichte

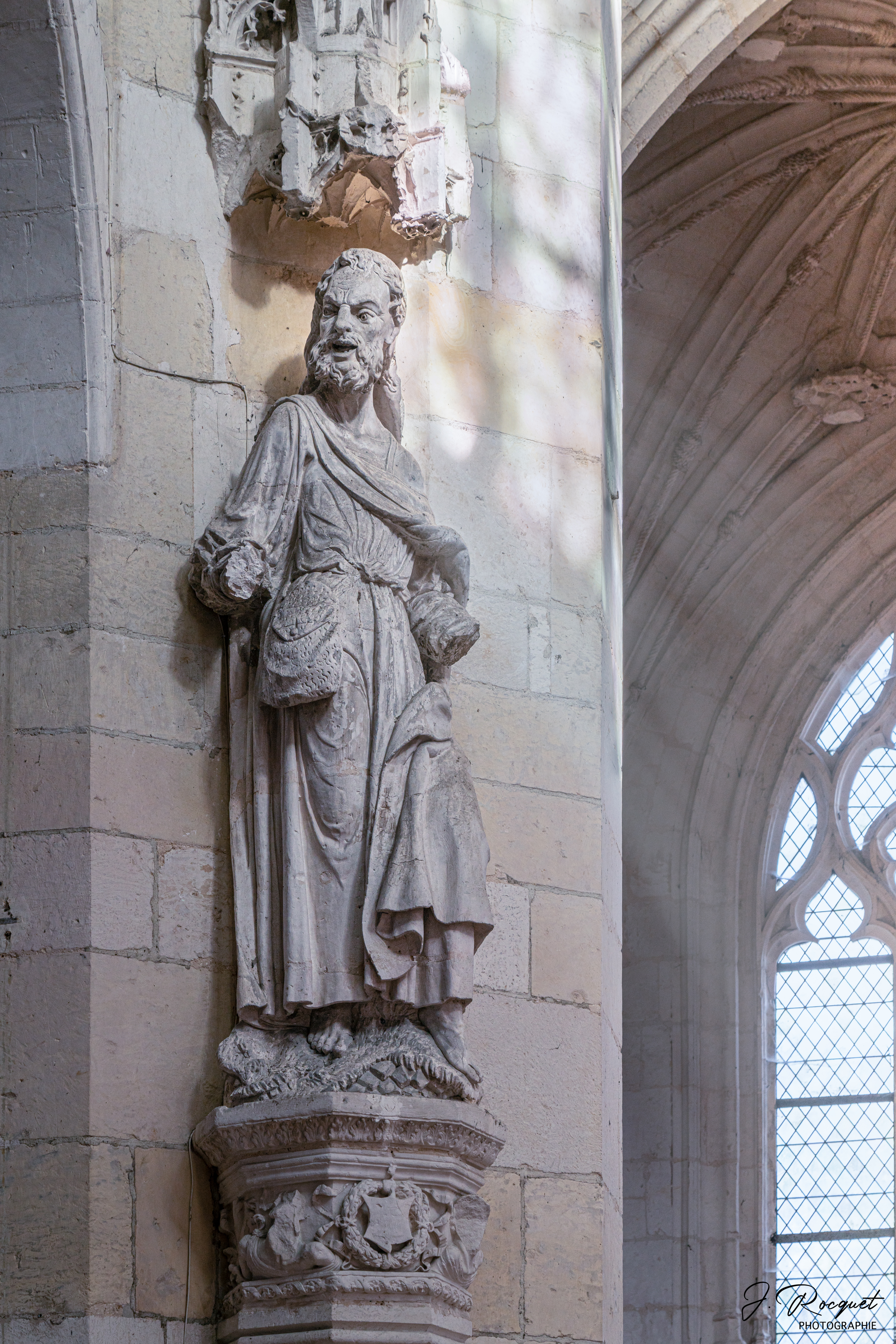
Statue von Jakobus dem Älteren

Die Ursprünge der Abtei liegen im Dunkeln. Wenn manchmal eine Stiftung aus dem Jahr 625 durch Riquier de Centule (Saint Riquier, Ricarius) persönlich erwähnt wird, wäre dies eher – nach schriftlichen und archäologischen Quellen – eine Initiative des Laienabtes Angilbert, des Schwiegersohnes Karls des Großen.
Die Glanzzeit der Abtei lag während der Regierungszeit Karls des Großen, die karolingische Abtei wurde vollständig von ihm finanziert. Die Arbeiten wurden 789 oder 790 begonnen und 799 abgeschlossen. Die Abtei war die erste mit einem Westwerk und stellt somit einen Vorläufer und ein Modell für spätere Abteien, darunter auch Corvey, dar.
Die Abtei war zu dieser Zeit ein Verwaltungszentrum des Reiches und übte ihre Gewalt über die Stadt aus, über die Zivilbevölkerung genauso wie über die Garnison mit mehr als 100 Soldaten. Die Abtei ist der wahrscheinliche Ort der Bestattung von Angilbert, dem Geliebten von Bertha, der Tochter Karls des Großen, und von Nithard, ihrem Sohn.
In den Jahren 845 und 881 wurde Saint-Riquier von den Normannen verwüstet. Zwar wurde sie jeweils wiederhergestellt, um das Jahr 1000 drohte sie jedoch zu verfallen und wurde vollständig umgebaut. 1131 wurde sie von Hugo III. Candavène, Graf von Saint-Pol, niedergebrannt. Zwischen 1257 und  1292 wurden auf Initiative des Abtes Gilles de Machemont umfangreiche Arbeiten durchgeführt, bei denen insbesondere die Bögen des Chores und ein Teil des gegenwärtigen Querschiffs angehoben wurden.
Im 15. Jahrhundert wurde sie nacheinander von den Burgundern und den Armagnaken zerstört, 1554 erneut niedergebrannt. Es folgte der Bau eines riesigen Gebäudes im klassischen Stil, das an die Abtei angeschlossen war. Im 16. Jahrhundert war es Philipp II. von Spanien, der während seines Kriegs gegen Frankreich erneut versuchte, die Abtei zu erobern und niederzubrennen, was diesmal zur Aufgabe des Klosters durch die Mönche führte. Sie wurde jedoch in der zweiten Hälfte des 17. Jahrhunderts von Abt Charles d’Aligre fast vollständig restauriert, der die Mönche der Mauriner-Kongregation und der Abtei Saint-Germain-des-Prés als Mutterkloster unterstellte.
Zu Beginn der Revolution wurde die Abtei durch ein Dekret der Nationalversammlung vom 2. November 1789 zum Nationalgut erklärt. Die Gebäude wurden zum Verkauf freigegeben, das Kloster 1790 geschlossen. Die Abteikirche wurde zur Pfarrkirche der Gemeinde. Später kaufte das Bistum Amiens die Klostergebäude zurück, in denen sich ein Petit Séminaire befand. Die ehemalige Abtei diente dann auch als Militärkrankenhaus, bevor sie 1953 die Kongregation der Frères auxiliaires du clergé aufnahm.

## Denkmalschutz
Die verschiedenen erhalten gebliebenen Teile der Abtei sind heute als Monument historique eingetragen:
- Die Klosterkirche wurde 1840 unter Schutz gestellt;
- im Westflügel wurde der dekorierte Salon im Erdgeschoss 1960 klassifiziert;
- Fassaden und Dächer der Abteikirche und der den Kreuzgang umgebenden Gebäude, die Innentreppe der Abteikirche und die alten Teile der Umfassungsmauer wurden 1965 unter Schutz gestellt.

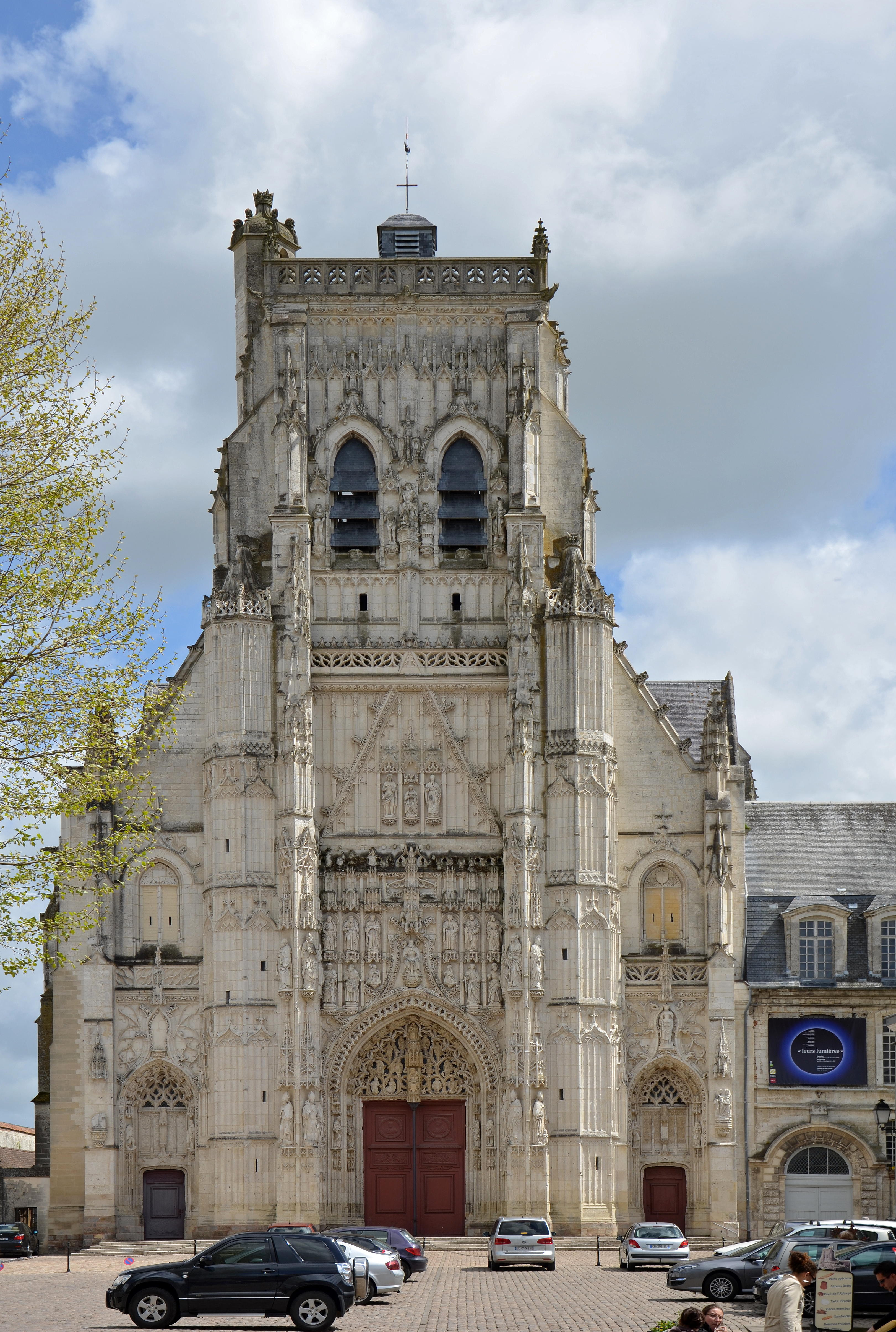
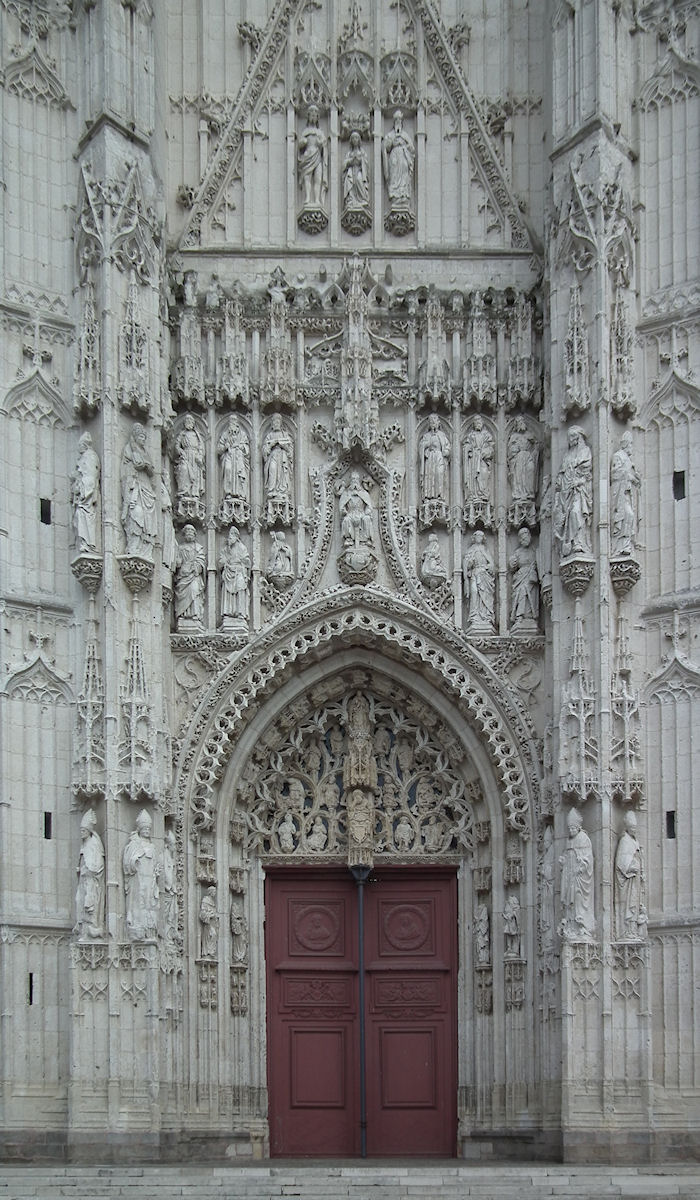
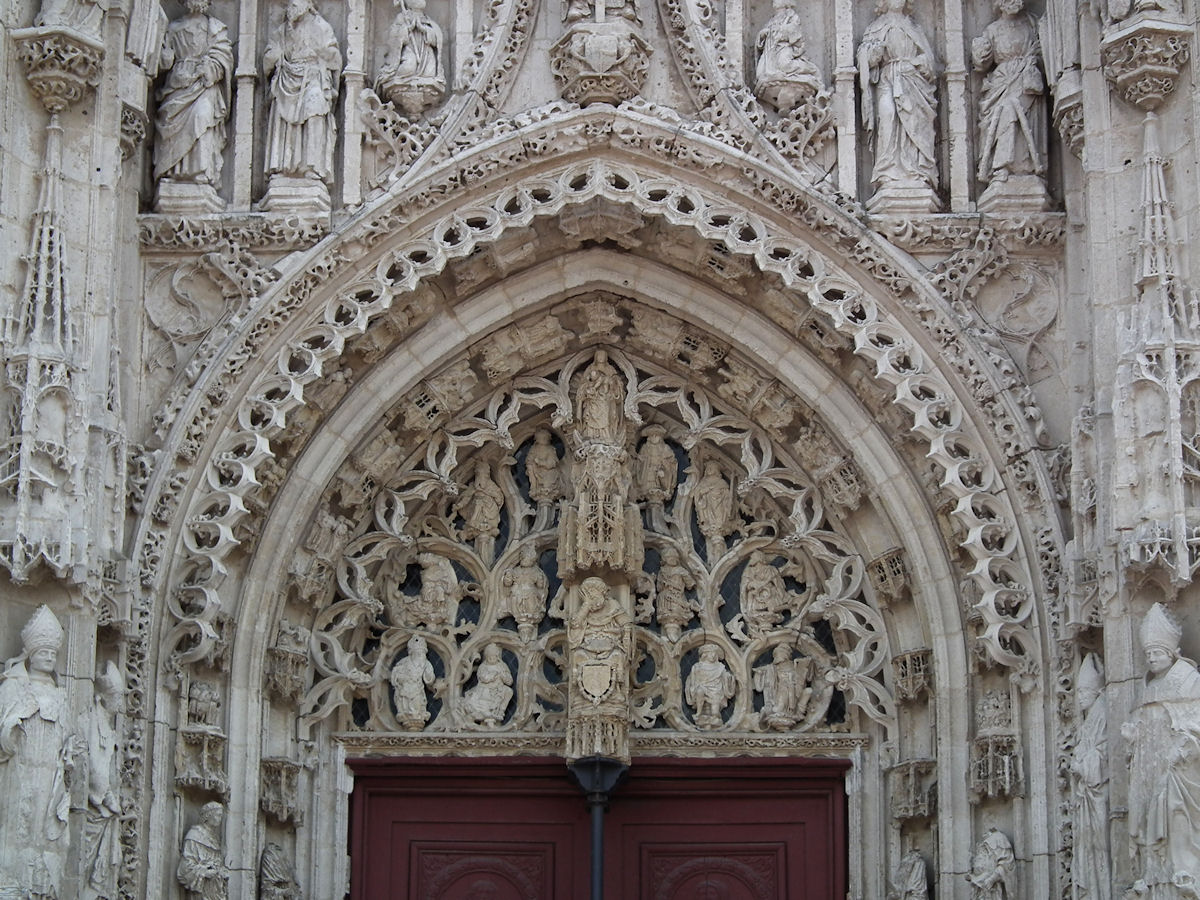

## Liste der Äbte

### Die Äbte der Karolingerzeit (7.–10. Jahrhundert)
1. Richarius (Saint-Riquier) († 645)
2. Ocialdus
3. Coschinus
4. Guitmarus (Saint Guimaire)
5. Aldricus (765 bezeugt)
6. Symphorianus († 791)
7. Angilbertus († 814), Geliebter Berthas, der Tochter Karls des Großen
8. Hericus
9. Helisachar († nach 837), 814–819 Erzkanzler Ludwigs des Frommen
10. Richboto († 844), Enkel Karls des Großen durch eine Tochter
11. Nithardus († 845), Sohn Angilberts und Berthas
12. Ludovicus († 867), Sohn Rotruds und Enkel Karls des Großen, Kanzler Karls des Kahlen, Abt von Saint-Denis
13. Hrudolfus (Rudolf) († 866), Muttersbruder des Königs Karl der Kahle, Bruder der Kaiserin Judith, Sohn von Welf I.
14. Heligaudus, vermutlich identisch mit : Helgaud († 926), Graf von Montreuil
15. Guelfo, vermutlich Sohn von Adelheid von Tours und dem Welfen Konrad I., somit ein Bruder von Hugo Abbas[2]
16. Karlmann († 876), Sohn Karls des Kahlen
17. Guelfo secundum (Welf II.) († 881), Sohn von Abt Rudolf (Nr. 13)
18. Herebertus
19. Hedenolfus
20. Hugo I.
21. Girardus
22. Gerbertus
23. Fulchericus (Foulques) (952 bezeugt)
24. Ingelardus (981/991 bezeugt)

### Die Kommendataräbte (16.–18. Jahrhundert)
- 1538–1558 : Claude Dodieu, 1541 Bischof von Rennes
- 1558–1571 : Charles d’Humières, 1548 Bischof von Bayeux
- 1571–1577 : Vakanz
- 1577–1588 : Benoît Rimbault
- 1588–1628 : Gaspard de Fontaines
- 1628–1642 : Kardinal Richelieu
- 1643–1695 : Charles d’Aligre
- 1695–1708 : Daniel de Cosnac
- 1708–1710 : Léon Molé de Champlâtreux
- 1710–1745 : Charles-François de Chateauneuf de Rochebonne, 1731 Bischof von Noyon
- 1745–1789 : Guillaume-Marie Turpin de Crissé de Sanzay
- 1789–1790 : Alexandre-Joseph-Marie-Alexis de Bruyère de Chalabre, 1778 Bischof von Saint-Omer

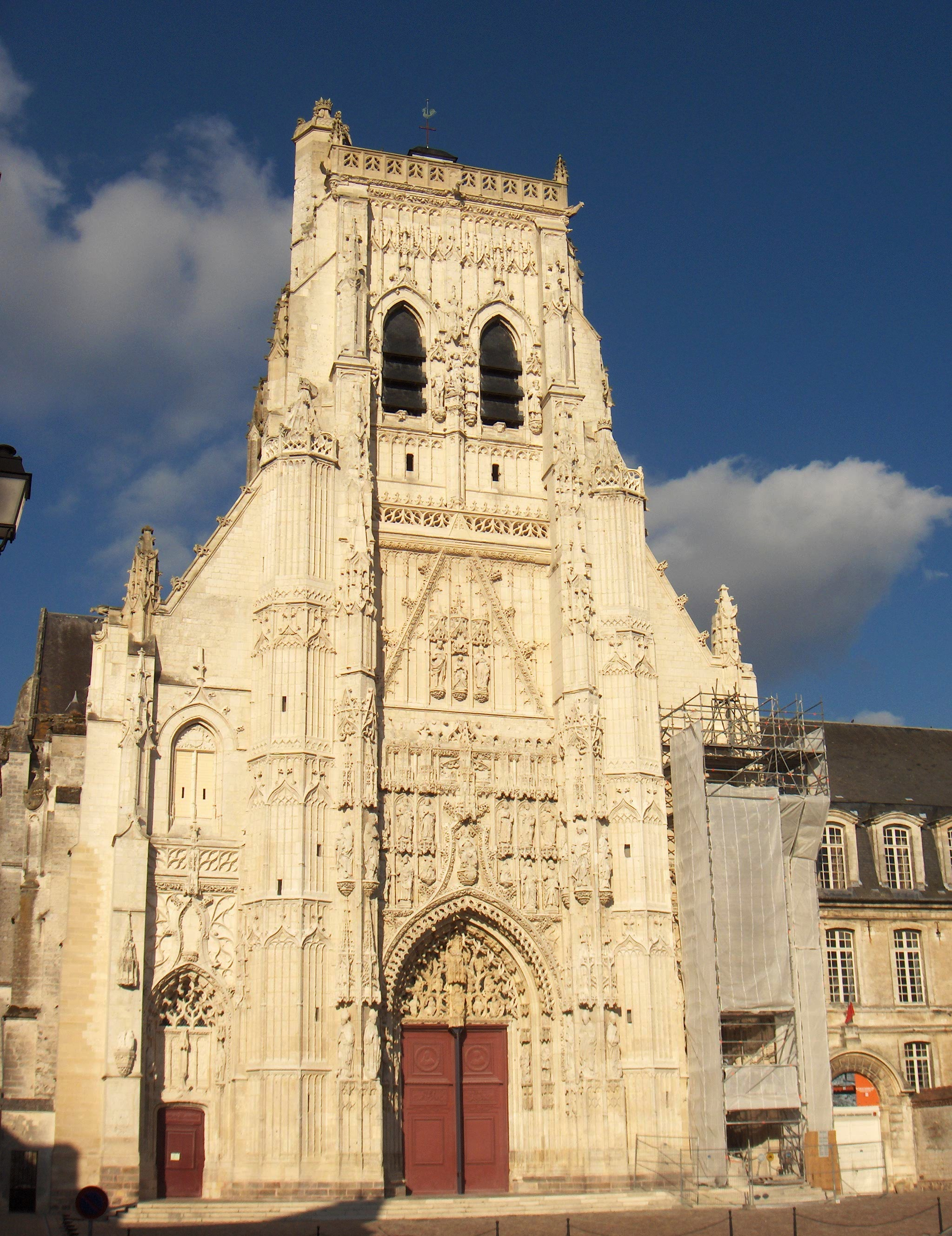
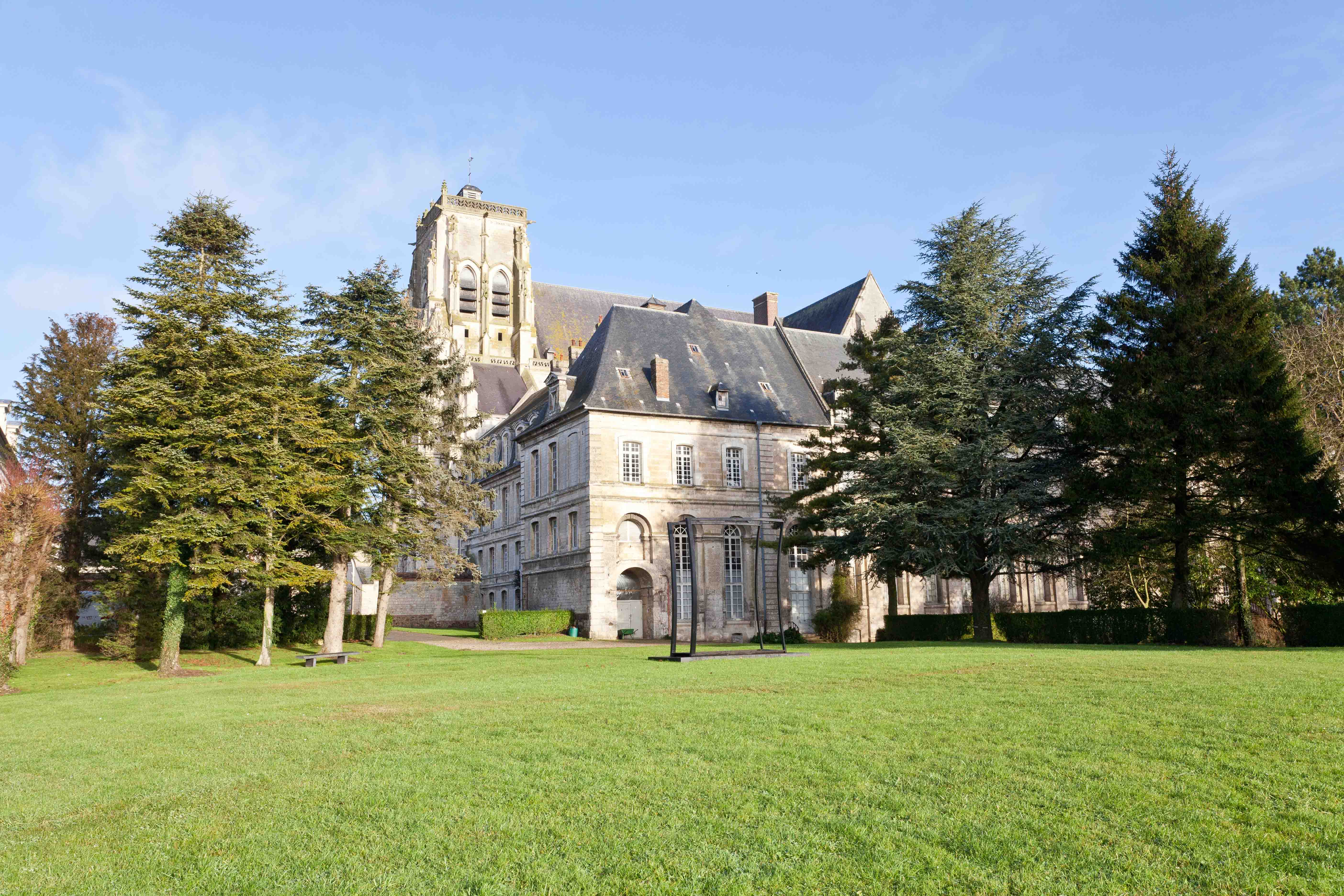
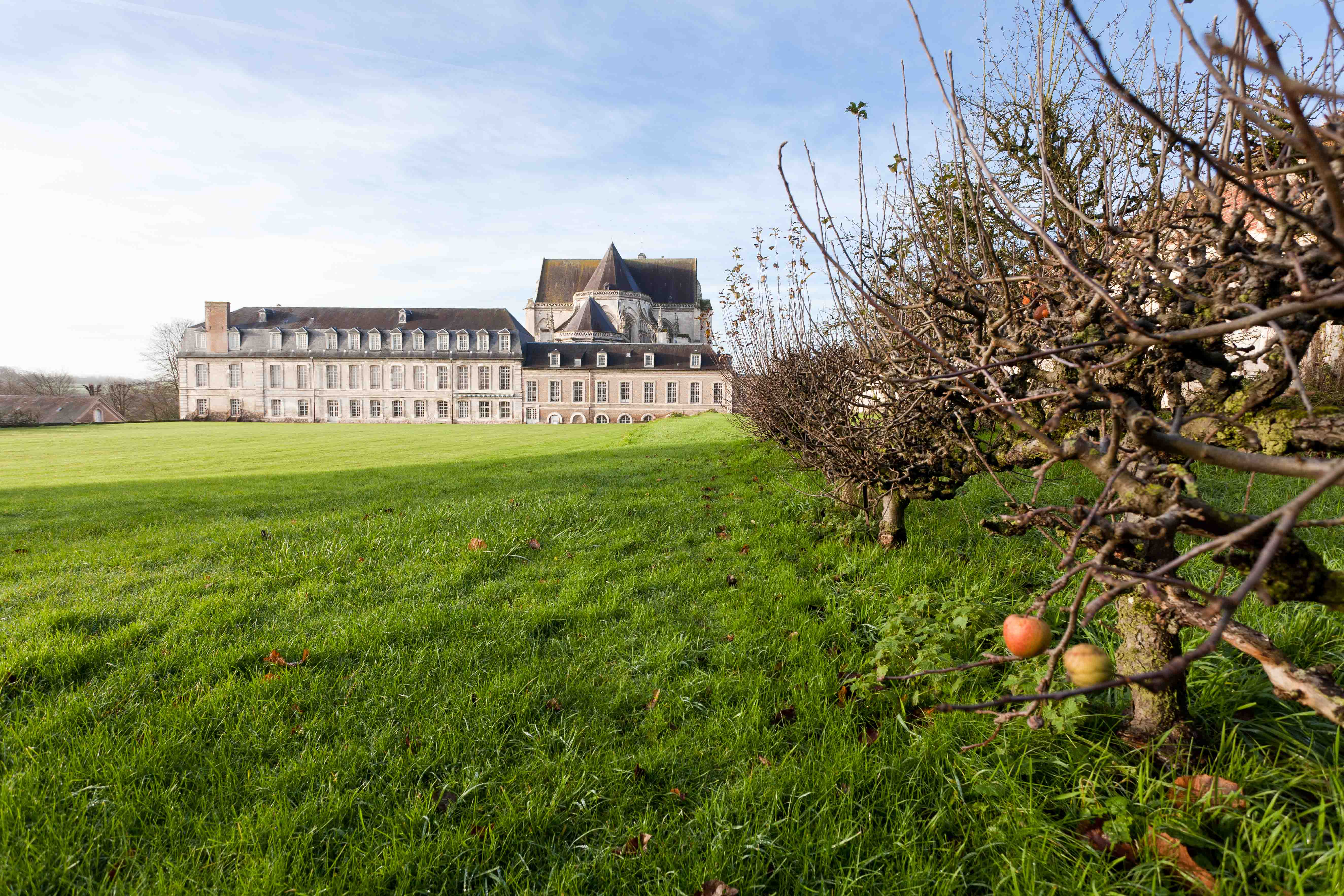
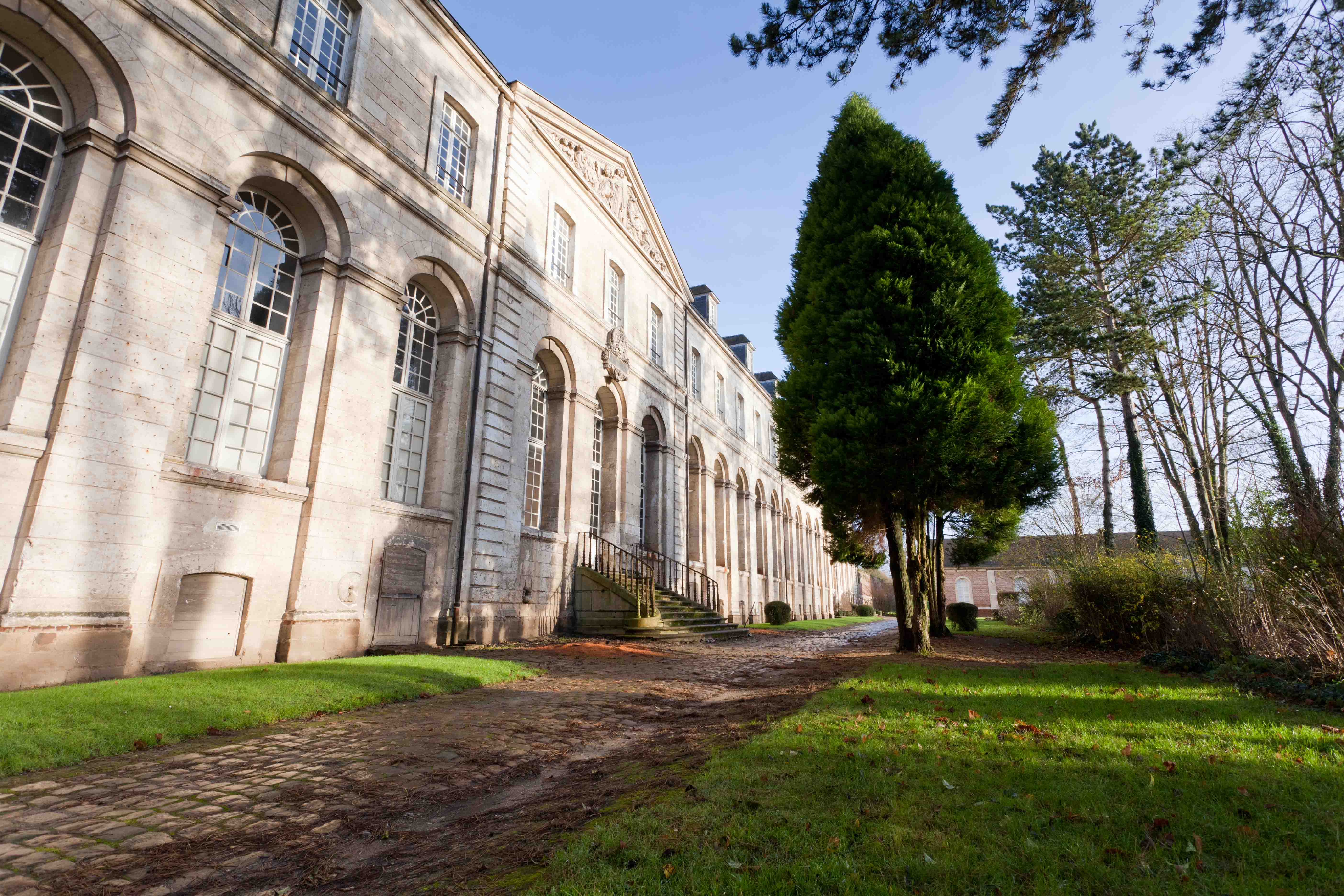